# 卢策拉特
卢策拉特是德国莱茵兰-普法尔茨州的一个市镇。总面积23.70平方公里，总人口1455人，其中男性713人，女性742人（2011年12月31日），人口密度61人/平方公里。